# 利亞平河
利亞平河是俄羅斯的河流，屬於北索西瓦河的左支流，由漢特-曼西自治區負責管轄，河道全長404公里，流域面積27,300平方公里，河水主要來自融雪，每年十月至翌年五月結冰。